# 화이트헤드 문제
군론과 집합론에서 화이트헤드 문제(영어: Whitehead problem)는 정수 계수의 1차 Ext 함자가 자명군인 아벨 군이 항상 자유 아벨 군인지에 대한 문제다. 통상적인 집합론 공리계(선택 공리를 추가한 체르멜로-프렝켈 집합론)와 독립적이다.

## 정의
화이트헤드 문제는 다음 두 조건을 만족시키는 아벨 군 {\displaystyle A}가 존재하는지 여부를 묻는다.
- {\displaystyle A}는 자유 아벨 군이 아니다.
- {\displaystyle \operatorname {Ext} _{\mathbb {Z} }^{1}(A,\mathbb {Z} )\cong 0}

두 번째 조건은 아벨 군의 아벨 범주에서의 Ext 함자에 대한 조건으로, 풀어 쓰면 다음과 같다.
- 임의의 아벨 군 {\displaystyle B} 및 전사 군 준동형 {\displaystyle f\colon B\to A}에 대하여, 만약 {\displaystyle \ker f\cong \mathbb {Z} }라면, {\displaystyle f\circ g=\operatorname {id} _{A}}인 군 준동형 {\displaystyle g\colon A\to B}가 항상 존재한다.

두 번째 조건을 만족시키는 군을 화이트헤드 군(영어: Whitehead group)이라고 한다.

## 성질
모든 자유 아벨 군은 화이트헤드 군이다. 화이트헤드 군의 부분군은 화이트헤드 군이다. 가산 비자유 화이트헤드 군은 존재하지 않는다.
비가산 비자유 화이트헤드 군의 존재 여부는 사용하는 집합론에 따라 달라진다.
- 체르멜로-프렝켈 집합론 + 구성 가능성 공리로부터, 화이트헤드 군의 부재를 보일 수 있다.
- 체르멜로-프렝켈 집합론 + 마틴 공리 + 연속체 가설의 부정으로부터, 크기가 {\displaystyle \aleph _{1}}인 화이트헤드 군의 존재를 보일 수 있다.

이들 이론의 무모순성은 체르멜로-프렝켈 집합론의 무모순성과 동치이므로, 만약 체르멜로-프렝켈 집합론이 무모순적이라면 화이트헤드 문제는 선택 공리를 추가한 체르멜로-프렝켈 집합론과 독립적이다. 또한, 나아가 화이트헤드 문제는 (체르멜로-프렝켈 집합론이 무모순적이라면) 체르멜로-프렝켈 집합론 + 선택 공리 + 일반화 연속체 가설과도 독립적이다.

## 역사
존 헨리 콘스턴틴 화이트헤드가 1950년대에 이 문제를 제기하였다. 1951년에 카를 슈타인(독일어: Karl Stein)은 모든 가산 화이트헤드 군이 자유 아벨 군임을 증명하였다.
1974년에 사하론 셸라흐는 크기가 {\displaystyle \aleph _{1}}인 군에 대한 화이트헤드 문제가 선택 공리를 추가한 체르멜로-프렝켈 집합론과 독립적임을 보였고, 이듬해에 구성 가능성 공리를 가정하면 어떠한 크기의 비자유 화이트헤드 군도 존재하지 않음을 보였다. 셸라흐는 1977년~1980년에 화이트헤드 문제가 일반화 연속체 가설을 추가로 가정하여도 역시 독립적임을 보였다.

## 같이 보기
- 자유 아벨 군
- 구성 가능성 공리